# George Sanford
George Sanford (ur. 1943, zm. 25 lutego 2021) – brytyjski politolog, profesor University of Bristol. Zajmował się głównie zagadnieniami związanymi z najnowszą historią Polski i Europy Wschodniej.

## Publikacje książkowe
- Polish Communism in Crisis, 1983
- Military Rule in Poland: The Rebuilding of Communist Power, 1981-1983, 1986
- The Solidarity Congress 1981: The Great Debate, 1990
- Democratization in Poland, 1988-1990: Polish Voices, 1992
- Building Democracy?: The International Dimension of Democratisation in Eastern Europe (ed.), 1994
- Historical Dictionary of Poland, 1994
- Poland: The Conquest of History, 1999
- Democratic Government in Poland : Constitutional Politics Since 1989, 2002
- Katyn and the Soviet Massacre of 1940: Truth, Justice and Memory, 2005